# Asperula prostrata
Asperula prostrata är en måreväxtart som först beskrevs av Johannes Michael Friedrich Adam, och fick sitt nu gällande namn av Karl Heinrich Koch. Asperula prostrata ingår i släktet färgmåror, och familjen måreväxter. Inga underarter finns listade i Catalogue of Life.